# Hedyleptopsis flava
Hedyleptopsis flava là một loài bướm đêm trong họ Crambidae.